# Die Witwe von Pisa

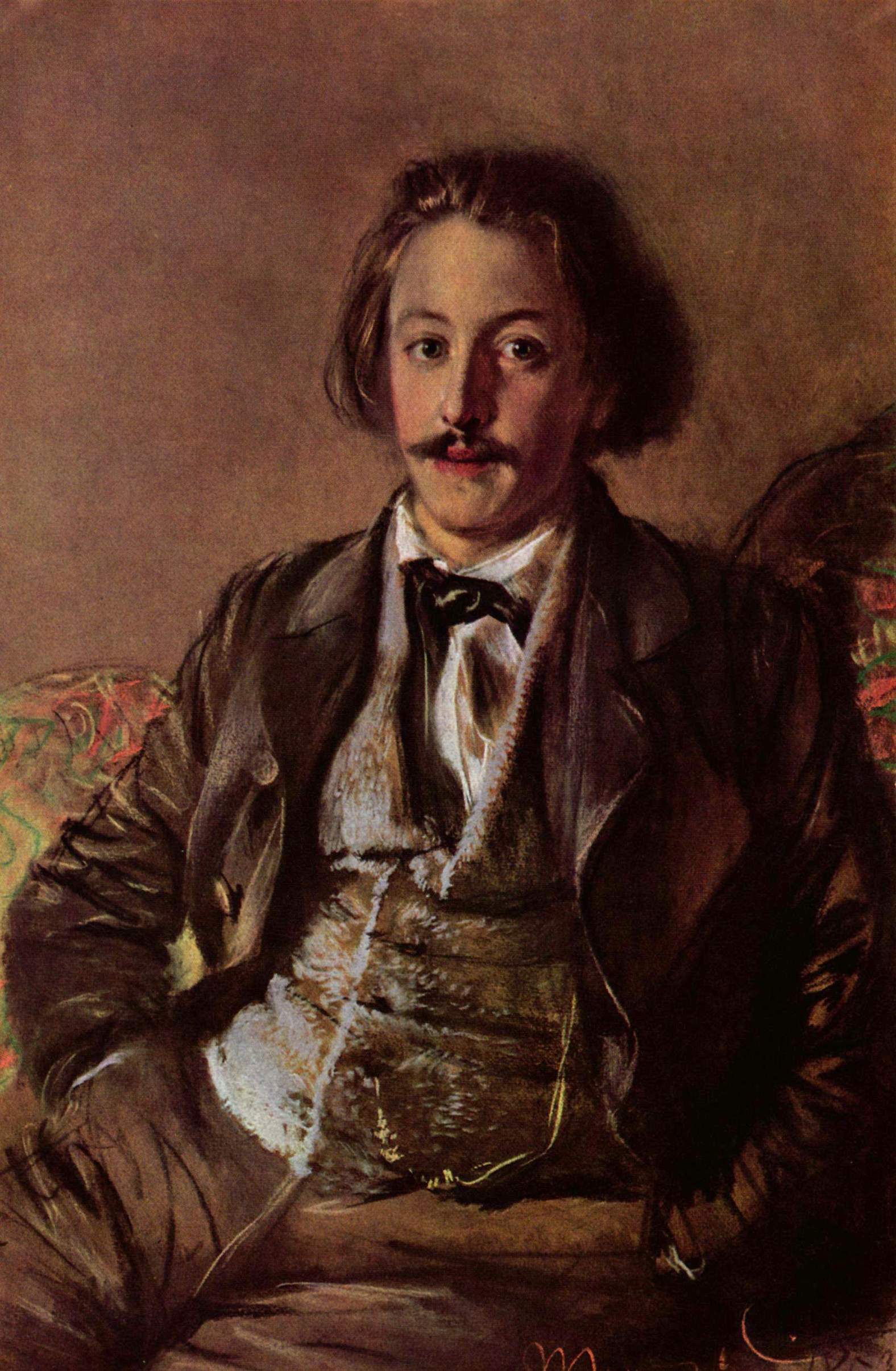
Paul Heyse auf einem Gemälde von Adolph Menzel anno 1853

Die Witwe von Pisa ist eine Novelle des deutschen Nobelpreisträgers für Literatur Paul Heyse aus dem Jahr 1865.
Die Novelle wurde ins Dänische (Enken fra Pisa, 1873) und Polnische (Wdowa z Pizy, 1923) übertragen.

## Inhalt
Der deutsche Kleinstaat, in dem der Erzähler Ferdinand und seine liebe Braut wohnen, ist so winzig, dass eine Kanonenkugel, falls sie aus der Hauptstadt abgefeuert werden würde, einen Nachbarstaat bequem erreichen könnte. Der Landesvater hat den Architekten Ferdinand für ein Jahr nach Italien auf Studienreise geschickt; Thema: Die Schiefe italienischer Türme.
In Pisa erweist sich die Quartiersuche als schwierig. Aber der Campanile des Doms muss abgearbeitet werden. In der Borgo, einer Straße in Arnonähe, hat Ferdinand Glück. Die 23-jährige attraktive Witwe Lucrezia, eine Opernsängerin, nimmt ihn auf, obwohl ihr Oheim, der Vormund ihrer Schar kleiner Kinder, strikt dagegen ist: Zimmervermietung an Herren ist grundsätzlich unerwünscht – des guten Rufes der Vermieterin wegen. Ferdinand, der die Miete im Voraus bezahlt, hat weiterhin Glück. Der unerbittliche Onkel ist gerade verreist; forscht nach dem Verbleib von Lucrezias Gatten, dem Komponisten Sor Carlo. Lucrezia versteht die Sucherei des Onkels nicht. Vor zehn Monaten war Sor Carlo nach Neapel gereist. Briganten hatten der Gattin zwei abgeschnittene Ohren inklusive Lösegeldforderung postalisch zugeschickt. Lucrezia, auf der Suche nach einem Mann, will Ferdinand. Der verschweigt seine deutsche Braut, weil er um sein Zimmer in der Borgo bangt. Lucrezia macht im Pisaer Teatro Politeama Ferdinand auf den ehemals prachtvollen Bariton Tobia Seresi aufmerksam. Der Sänger hatte vor sechs Jahren mitten im Duett mit Lucrezia den Verstand verloren. Weil Lucrezia Ferdinand immer offensiver umgarnt, befürchtet der hilflose Architekt allmählich selbiges Schicksal. Bevor Ferdinand ganz verrückt wird, zieht er heimlich aus und flüchtet nach La Spezia ins Hotel Croce di Malta.
Ferdinand trifft  gegenüber von Palmaria im Piratennest Portovenere Sor Carlo wohlaufgehoben mit ungestutztem Ohrenpaar in der dortigen Albergo e Trattoria. Ferdinand kennt den Herrn von dem Porträt in Lucrezias Wohnzimmer her.
Sor Carlos Freund aus Neapel hatte sich einen Scherz erlaubt. Er wollte den Komponisten, der an seiner nächsten Oper anfangs fünf Monate nahe bei Amalfi gearbeitet hatte, vor Lucrezia und den quirligen kleinen Kindern beschützen. Als der Komponist dann ein Klavier benötigte, habe es ihn in den italienischen Norden heimgezogen.
Ferdinand begegnet auf der Gasse Lucrezia. Die Posse hat ein Ende: Lucrezia – nun ganz Dame – ästimiert Ferdinand lediglich mit einer Floskel.

### Ausgaben
- Die Witwe von Pisa S. 233–272 in: Paul Heyse: Das Mädchen von Treppi. Italienische Liebesgeschichten. Mit einem Nachwort von Gotthard Erler. Illustrationen: Wolfgang Würfel. 512 Seiten. Buchverlag der Morgen, Berlin 1965

### Sekundärliteratur
- Werner Martin (Hrsg.): Paul Heyse. Eine Bibliographie seiner Werke. Mit einer Einführung von Prof. Dr. Norbert Miller. 187 Seiten. Georg Olms Verlag, Hildesheim 1978 (Schreibmaschinenschrift), ISBN 3-487-06573-8